# Janov u Krnova
Janov (deutsch   Johannesthal ) ist eine Stadt im tschechischen Okres Bruntál.

## Geographische Lage
Die Stadt  liegt in den Sudeten in einem Tal im Vorgebirge der Bischofskoppe,  sechs Kilometer östlich von Zlaté Hory (Zuckmantel) unweit der polnischen Grenze. Nordwestlich erhebt sich die Velká stříbrná (Silberkoppe, 785 m n.m.)

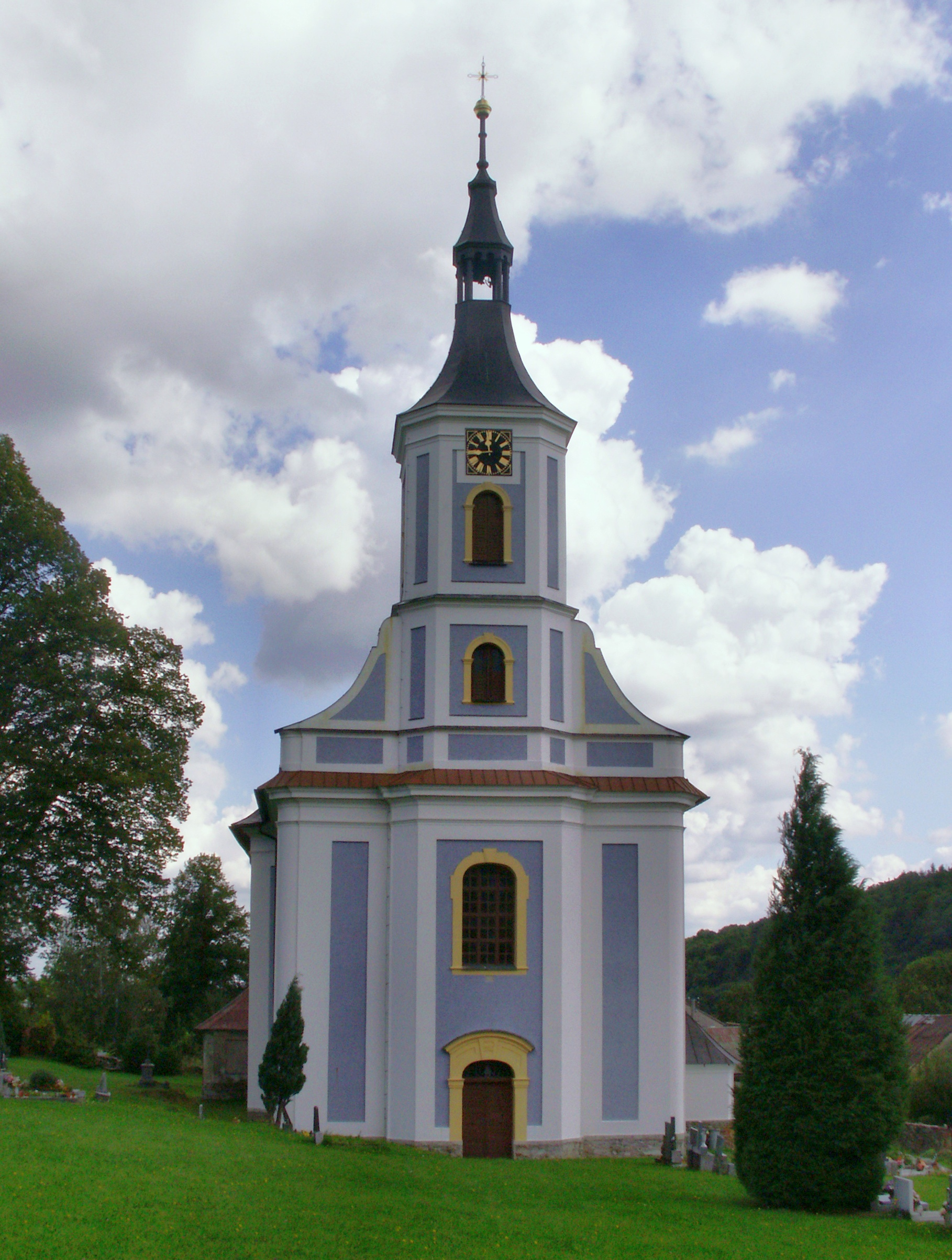
Dreifaltigkeitskirche

## Geschichte
Johannesthal kam durch den Silberbergbau zu zeitweiligem Wohlstand und erlangte 1535 die Privilegien einer Bergstadt. 1741 entstand durch einen Brand großer Schaden. Die Barockkirche zur allerheiligsten Dreifaltigkeit stammt aus dem Jahr 1783. 1784 wurde Johannesthal zur selbständigen Lokal-Curatie erhoben. Erster Pfarrer war  der in Johannesthal geborene Sohn des Obermüllers Heinrich Kühn, Ferdinand Kühn. Durch eine Stiftung von Julius Schmidt konnte ein Armen-, Kranken- und Waisenhaus errichtet werden. In der Stadt gab es Webereien und Strickwarenerzeugung.
Die Stadt im Bezirk Jägerndorf war eine mährische Enklave in Schlesien. 1930 lebten 1146 Einwohner in der Stadt, davon 11 Tschechen.
Durch das Münchner Abkommen kam Johannesthal 1938 an das Deutsche Reich und gehörte bis 1945 zum Landkreis Jägerndorf im Regierungsbezirk Troppau des Reichsgaus Sudetenland.
Nach Ende des Zweiten Weltkriegs kam Johannesthal im Sommer 1945 gemäß dem Potsdamer Abkommen zusammen mit dem Sudetenland zur Dritten Tschechoslowakischen Republik zurück. Die deutschen Bewohner wurden 1945 vertrieben. Nach dem Zweiten Weltkrieg verlor Janov das Stadtrecht.
Das ehemalige Schulgebäude wurde als Bürgerzentrum eingerichtet. Im Obergeschoss hat ein Lehrer in mehreren Räumen ein Museum zusammengestellt. Dort sind u. a. sowohl handwerkliches und landwirtschaftliches Gerät als auch Werkzeuge des ehemaligen Erzbergbaues zu besichtigen. Seit dem 23. Jänner 2007 ist Janov wieder eine Stadt.

### Einwohnerentwicklung
| Jahr | Einwohner | Anmerkungen                    | Häuser |
| ---- | --------- | ------------------------------ | ------ |
| 1834 | 1.872     | deutsche katholische Einwohner | 247    |
| 1869 | 1.625     |                                | 252    |
| 1880 | 1.615     |                                | 245    |
| 1890 | 1.517     |                                | 245    |
| 1900 | 1.394     |                                | 245    |
| 1910 | 1.341     |                                | 265    |
| 1921 | 1.073     | davon 1032 Deutsche            | 264    |
| 1930 | 1.146     | (elf Tschechen)                | 267    |
| 1939 | 1.158     | [ 4 ]                          |        |
| 1950 | 404       |                                | 265    |
| 1961 | 613       |                                | 144    |
| 1970 | 543       |                                | 142    |
| 1980 | 443       |                                | 129    |
| 1991 | 385       |                                | 182    |
| 2001 | 346       |                                | 183    |
| 2011 | 272       |                                | 190    |

## Gemeindegliederung
Für die Stadt Janov sind keine Ortsteile ausgewiesen. Zu Janov gehört die Wüstung Hraniční Chata. Das Gemeindegebiet bildet den Katastralbezirk Janov u Krnova.

## Kultur und Sehenswürdigkeiten
Auf dem Ringplatz erinnert eine Gedenksäule an die Stadtgründung und an den Erzbergbau. Auf dem Friedhof gibt es ein Mausoleum für ein Ehrenbürger-Ehepaar. Die Barockkirche zur heiligen Dreifaltigkeit stammt aus dem Jahr 1783.